# Stephen Henighan
Stephen Henighan (* 19. Juli 1960 in Hamburg) ist ein kanadischer Journalist, Schriftsteller und Übersetzer deutscher Herkunft. Er verfasste mehrere Romane, Kurzgeschichten, Sachbücher und Aufsätze.

## Leben
1965 kam Henighan zusammen mit seiner Familie nach Kanada. Er wuchs auf dem Land in der Provinz Ontario auf. Dort absolvierte er seine Schulzeit und begann anschließend u. a. Politikwissenschaft am Swarthmore College (Pennsylvania) zu studieren.
Zwischen 1984 und 1992 studierte Henighan an der Concordia University in Montreal und konnte dieses Studium mit einem M.A. abschließen. Seinen Lebensunterhalt verdiente er in diesen Jahren als freiberuflicher Journalist. Später ging  er ans Wadham College (University of Oxford), wo er 1996 in Lateinamerikanischer Literatur promoviert wurde. Darauf folgten weiter Studienaufenthalte in Kolumbien, Rumänien und Deutschland. 
1996 betraute man Henighan mit einem Lehrauftrag (Lateinamerikanische Literatur) am Queen Mary & Westfield College (University of London). Ende 1998 kehrte er in seine Heimat zurück und ab 1999 lehrt Henighan an der University of Guelph (Ontario). Parallel dazu fungiert er als Herausgeber der Biblioasis Edition bei Windsor (Ontario).

## Rezeption
Neben seinen journalistischen Arbeiten und den verschiedenen fachlichen Schriften als Dozent entstand mit den Jahren auch ein kleines literarisches Œuvre. Neben seinen drei Romanen liegt der Schwerpunkt auf vielen Kurzgeschichten. Diese wurden und werden beinahe regelmäßig in Zeitschriften und Magazinen wie The Times Literary Supplement, The Walrus, The Globe and Mail und Montreal Gazette veröffentlicht. 

## Werke (Auswahl)

### Autor
Romane
- Other Americans. A novel. Simon & Pierre, Toronto 1990, ISBN 0-8892-4218-6.
- The places where names vanish. Thistledown Press, Saskatoon 1998, ISBN 1-89544-977-4.
- The streets of winter. Thistledown Press, Saskatoon 2004, ISBN 1-89434-576-2.

Kurzgeschichten
- Nights in the Yungas. Thistledown Press, Saskatoon 1992, ISBN 0-92063-397-8.
- North of Tourism. Cormorant Books, Dunvegam 1999, ISBN 1-896951-13-9.
- A grave in the air. Thistledown Press, Saskatoon 2007, ISBN 978-1-89723-529-4.

Sachbücher
- Assuming the light. The Parisian literary apprenticeship of Miguel Ángel Asturias. Legenda Edition, Oxford 1999, ISBN 1-900755-19-X.
- When words deny the world. The reshaping of Canadian Writing. The Porcupine's Quill, Erin, Ont. 2002, ISBN 0-88984-240-X.
- A report on the afterlife of culture. Biblioasis Edition, Emeryville 2008, ISBN 978-1-89723-142-5.
- Lost Province. Adventures in a Moldovan Family. Beach Holme Publ., Vancouver 2002, ISBN 0-88878-432-5.
- A Green Reef. The Impact of Climate Change. Linda Leith Publishing, Westmont, Quebec 2013, ISBN 978-1-927535271.
  - deutsch: Unsere Welt in Gefahr. Klimawandel und Zivilisation. Alouette Verlag, Oststeinbek 2014, ISBN 978-3-924324-17-9.[1]

Aufsätze
- Caribbean Masks. Frantz Fanon and Alejo Carpentier. In: Robin W. Fiddian (Hrsg.): Postcolonial perspectives on the cultures of Latin America and Lusophone Africa. University Press, Liverpool 2000, ISBN 0-85323-576-7.
- History after History's End. In: Irene M. Blayer, Mark C. Anderson (Hrsg.): Latin American Narratives and Cultural Identity. Selected Readings. Peter Lang Verlag, New York 2004, ISBN 0-8204-6320-5, S. 62–75.

### Übersetzungen
- Ondjaki: Good Morning Comrades. A Novel („Bom dias, comarades“). Biblioasis Edition, Emeryville 2008, ISBN 978-1-89723-140-1.
- Mihail Sebastian: The accident. A Novel („Accidental“). Biblioasis Edition, Emeryville 2011, ISBN 978-1-926845-16-6.